# اوسیکا (میسیسیپی)
اوسیکا (به انگلیسی: Osyka) شهرکی در ایالت میسیسیپی کشور ایالات متحده آمریکا است که جمعیت آن در سرشماری سال ۲۰۱۰ میلادی، ۴۴۰
نفر بوده‌است.